# ジーン・ムーアヘッド
ジーン・ムーアヘッド（Jean Moorhead、1936年 - ）はアメリカ合衆国の女優・モデル。PLAYBOY誌1955年10月号のプレイメイトである。彼女のセンターフォールド（中央見開きページ）は、ハル・アダムズ (Hal Adams) により撮影された。
元ミスハリウッドのムーアヘッドはエド・ウッド脚本による映画『The Violent Years』の主演女優を務めるなど何作かの映画に出演し、またテレビ西部劇ドラマ『Death Valley Days』の1957年の1エピソードなどのテレビ番組にもゲスト出演している。

## 出演作の一部
- 1951年：『ゴールデンガール (Golden Girl)』…女の子（クレジットされず）
- 1954年：『フランス航路 (The French Line)』…モデル（クレジットされず）
- 1955年：『長い灰色の線 (The Long Gray Line)』…女の子（クレジットされず）
- 1956年：『The Violent Years』…ポーラ・パーキンス
- 1957年：『戦慄!プルトニウム人間 (The Amazing Colossal Man)』…浴槽の女性
- 1958年：『生きていた人形 (Attack of the Puppet People)』…ジャネット・ホール
- 1959年：『原潜vs.UFO/海底大作戦 (The Atomic Submarine)』…ヘレン・ミルバーン
- 1960年：『ベルズ・アー・リンギング (Bells Are Ringing)』…パーティーの招待客（クレジットされず）